# Zvezdan Čebinac
Zvezdan Čebinac (ur. 8 grudnia 1939 w Belgradzie, zm. 18 lutego 2012 w Aarau) – serbski piłkarz występujący na pozycji pomocnika oraz trener. Brat bliźniak innego piłkarza, Srđana Čebinaca.

## Kariera klubowa
Čebinac rozpoczął karierę w Partizanie, z którym trzykrotnie zdobył mistrzostwo Jugosławii (1961, 1962, 1963). Następnie odszedł do Crvenej zvezdy, w której spędził sezon 1964/1965. Z kolei w sezonie 1966/1967 był zawodnikiem holenderskiego PSV Eindhoven.
W 1967 przeszedł do niemieckiego 1. FC Nürnberg. W Bundeslidze zadebiutował 19 sierpnia 1967 w wygranym 2:0 meczu z Karlsruher SC, a 2 września 1967 w wygranym 4:0 pojedynku z Hamburgerem SV strzelił swojego pierwszego gola w tych rozgrywkach. W sezonie 1967/1968 zdobył z zespołem mistrzostwo Niemiec, a w następnym spadł z nim z ligi, po czym odszedł z klubu.
W 1969 został zawodnikiem pierwszoligowego Hannoveru 96, którego barwy reprezentował przez dwa sezony. Następnie grał w trzecioligowej Germanii Wiesbaden, a w 1972 przeszedł do szwajcarskiego klubu FC Nordstern Basel, w którym trzy lata później zakończył karierę.

## Statystyki ligowe
| Rozgrywki             | Poziom | Kraj       | Mecze | Gole |
| --------------------- | ------ | ---------- | ----- | ---- |
| Prva liga Jugoslavije | I      | Jugosławia | 99    | 11   |
| Bundesliga            | I      | Niemcy     | 93    | 8    |
| Eredivisie            | I      | Holandia   | 31    | 5    |

## Kariera reprezentacyjna
W reprezentacji Jugosławii zadebiutował 21 października 1959 w zremisowanym 2:2 towarzyskim meczu z Izraelem, a 3 stycznia 1960 w wygranym 5:1 towarzyskim pojedynku z Tunezją strzelił swojego pierwszego gola w kadrze. W latach 1959–1964 w drużynie narodowej rozegrał 20 spotkań i zdobył cztery bramki.

## Kariera trenerska
W karierze trenerskiej pracował głównie w Nationallidze A, poprowadził swoje zespoły łącznie w 90 spotkaniach w tych rozgrywkach.